# Giro della Provincia di Reggio Calabria 1989
Il Giro della Provincia di Reggio Calabria 1989, cinquantesima edizione della corsa, si svolse il 1º marzo 1989 su un percorso di 221,5 km, con partenza e arrivo a Reggio Calabria. La vittoria fu appannaggio dell'italiano Adriano Baffi, che completò il percorso in 5h37'19", alla media di 39,399 km/h, precedendo i connazionali Silvio Martinello e Paolo Cimini.

## Ordine d'arrivo (Top 10)
| Pos. | Corridore         | Squadra                       | Tempo    |
| ---- | ----------------- | ----------------------------- | -------- |
| 1    | Adriano Baffi     | Ariostea                      | 5h37'19" |
| 2    | Silvio Martinello | Atala-Ofmega                  | s.t.     |
| 3    | Paolo Cimini      | Jolly Componibili-Club 88     | s.t.     |
| 4    | Pierino Gavazzi   | Polli-Mobiexport-Fanini       | s.t.     |
| 5    | Davide Cassani    | Gewiss-Bianchi                | s.t.     |
| 6    | Marco Vitali      | Atala-Ofmega                  | s.t.     |
| 7    | Camillo Passera   | Chateau d'Ax                  | s.t.     |
| 8    | Enrico Galleschi  | Pepsi Cola-Alba Cucine-Fanini | s.t.     |
| 9    | Gianluca Zanini   | Del Tongo                     | s.t.     |
| 10   | Fabrizio Bontempi | Gewiss-Bianchi                | s.t.     |